# Brandenburger Innovationspreis

Logo des Brandenburger Innovationspreises 2020

Mit dem Brandenburger Innovationspreis prämiert das Land Brandenburg Innovationen aller Art, die gute bis sehr gute Aussichten auf Markterfolg haben. Ausgezeichnet werden auch beispielgebende, nicht technische Innovationen wie Organisations- und Marketingkonzepte sowie Geschäftsmodelle in den Clustern Ernährungswirtschaft, Kunststoffe und Chemie sowie Metall. Er ist eng verzahnt mit der Innovationsstrategie des Landes Brandenburg (innoBB 2025). Voraussetzungen zur Wettbewerbsteilnahme sind, dass die eingereichten Lösungen einen direkten Bezug zum Land Brandenburg haben und bereits als Prototyp existieren, die Vermarktung bereits begonnen hat oder eine erste Etablierung am Markt erfolgt ist. Die Innovation darf nicht älter als 3 Jahre sein. Der Preis wird seit 2014 vom brandenburgischen Ministerium für Wirtschaft, Arbeit und Energie verliehen. Der Brandenburger Innovationspreis ist mit bis zu 10.000 Euro pro Cluster dotiert. Er kann maximal an drei Preisträger je Cluster vergeben werden. In diesem Fall wird der Preis zu gleichen Teilen aufgesplittet.

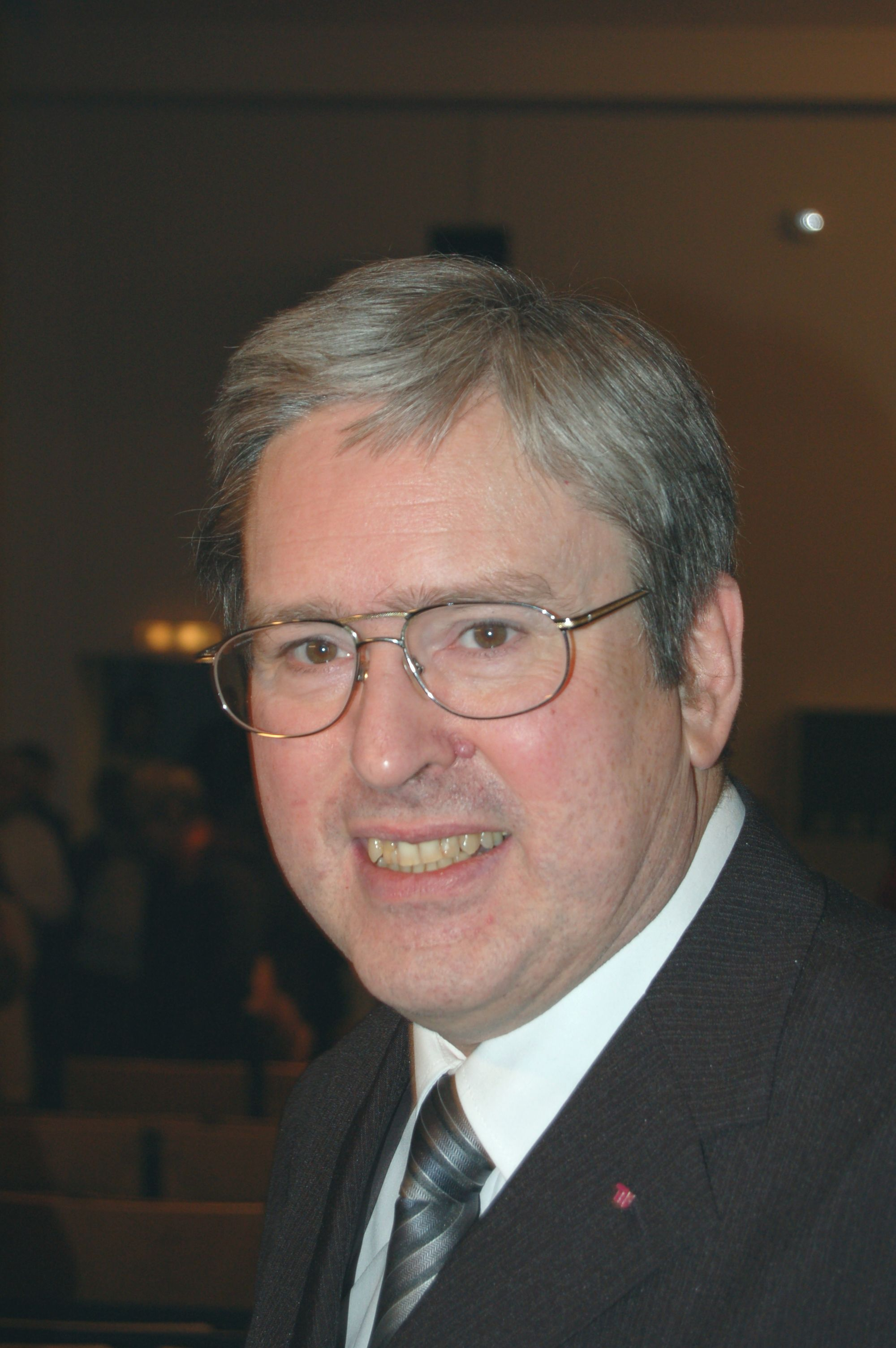
Jörg Steinbach (2010)

## Jury
Die aktuellen, unabhängigen Expertenjurys für den Innovationspreis wurden von Jörg Steinbach, Minister für Wirtschaft, Arbeit und Energie des Landes Brandenburg 2019 berufen. Die unabhängigen Fachjurys prüfen die Bewerbungen auf ihre Innovationshöhe, die Marktchancen und ihre Relevanz für die Wirtschaft im Land Brandenburg. Auch soziale Aspekte wie Arbeitszeit- und Mitwirkungsmodelle werden von den Jurys bei der Bewertung berücksichtigt.
| Juror/in                                  | Unternehmen/Institution                                                                       |
| ----------------------------------------- | --------------------------------------------------------------------------------------------- |
| Klaus Jeske (Ernährungswirtschaft)        | Wirtschaftsvereinigung der Ernährungsindustrie in Berlin und Brandenburg e. V. (WVEB)         |
| Anna Maria Häring (Ernährungswirtschaft)  | HNEE – Hochschule für nachhaltige Entwicklung Eberswalde                                      |
| Sascha Rohn (Ernährungswirtschaft)        | TU Berlin                                                                                     |
| Kay Rückewold (Ernährungswirtschaft)      | pro agro - Verband zur Förderung des ländlichen Raumes in der Region Brandenburg-Berlin e. V. |
| Björn Fromm (Ernährungswirtschaft)        | Handelsverband Berlin-Brandenburg e. V.                                                       |
| Olaf Klenke (Ernährungswirtschaft)        | Gewerkschaft Nahrung-Genuss-Gaststätten Landesbezirk Ost                                      |
| Christoph Mühlhaus (Kunststoffe & Chemie) | Cluster Chemie/Kunststoffe Mitteldeutschland                                                  |
| Jürgen Fuchs (Kunststoffe & Chemie)       | BASF Schwarzheide GmbH                                                                        |
| Mike Thieme (Kunststoffe & Chemie)        | Technische Universität Dresden                                                                |
| Dietmar Auhl (Kunststoffe & Chemie)       | Technische Universität Berlin                                                                 |
| Oliver Heinrich (Kunststoffe & Chemie)    | IG BCE Landesbezirk Nordost                                                                   |
| Bettina Rechenberg (Metall)               | Umweltbundesamt                                                                               |
| Bernd Viehweger (Metall)                  | BTU Cottbus-Senftenberg                                                                       |
| Werner Maass (Metall)                     | VDI Zentrum Ressourceneffizienz GmbH                                                          |
| Reiner Storch (Metall)                    | AEM – Anhaltinische Elektromotorenwerk Dessau GmbH                                            |
| Sven Weickert (Metall)                    | Vereinigung der Unternehmensverbände in Berlin und Brandenburg e. V.                          |
| Christoph Hahn (Metall)                   | IG Metall                                                                                     |

## Preisträger
Seit 2014 (2022 = 9. Jahrgang) wurden gut 400 Innovationen in den drei Clustern eingereicht, davon wurden 45 Unternehmen ausgezeichnet. 190 Bewerbungen kamen insgesamt aus dem Cluster Ernährungswirtschaft, 83 aus dem Cluster Kunststoffe & Chemie sowie 117 aus dem Cluster Metall. Die Herkunft der Preisträger: 17 aus dem Cluster Ernährungswirtschaft, 16 aus dem Cluster Kunststoffe & Chemie und 20 (bis 2020) aus dem Cluster Metall.
Der Brandenburger Innovationspreis wird jährlich im Januar ausgelobt, die Bewerbungsphase läuft in der Regel bis Mitte April - 2020 coronabedingt bis Juni verlängert. Auf den jeweiligen Clusterkonferenzen werden die Preise feierlich verliehen. 2020 fand in den Clustern Ernährungswirtschaft, Kunststoffe & Chemie sowie Metall coronabedingt zum ersten Mal eine digitalen Preisverleihung durch Wirtschaftsminister Jörg Steinbach statt.
| Jahr | Ernährungswirtschaft                                       | Kunststoffe & Chemie                                                                    | Metall                                                                                  |
| ---- | ---------------------------------------------------------- | --------------------------------------------------------------------------------------- | --------------------------------------------------------------------------------------- |
| 2014 | Mühle Steinmeyer, Luckenwalde                              | Allresist GmbH, Strausberg                                                              | LHW GmbH, Spreenhagen                                                                   |
| 2014 | Bioanalyt GmbH, Teltow                                     | PAS Deutschland GmbH, Neuruppin                                                         | Anton Paar ProveTec GmbH aus Blankenfelde-Mahlow                                        |
| 2014 | Herbafood Ingrediens GmbH, Werder (Havel)                  | PAS Deutschland GmbH, Neuruppin                                                         | Anton Paar ProveTec GmbH aus Blankenfelde-Mahlow                                        |
| 2015 | IceGuerilla.de GmbH & Co KG, Beeskow                       | ATG Sitec GmbH, Stahnsdorf                                                              | Wildauer Schmiedewerke GmbH & Co. KG                                                    |
| 2015 | LOMAGRI GmbH, Mittenwalde                                  | Motzener Kunststoff und Gummiverarbeitung GmbH                                          | ENVIRAL Oberflächenveredelung GmbH, Niemegk                                             |
| 2015 | Golßener Fleisch- und Wurstwaren GmbH & Co. Produktions KG | PAS Deutschland GmbH, Neuruppin                                                         | Brandenburgische Technische Universität Cottbus-Senftenberg                             |
| 2016 | Werder Frucht GmbH, Groß Kreutz                            | Joachim Weiland Werkzeugbau GmbH & Co. KG, Hoppegarten                                  | Hüffermann Transportsysteme GmbH, Neustadt (Dosse)                                      |
| 2016 | GV Institut für Getreideverarbeitung GmbH, Nuthetal        | Joachim Weiland Werkzeugbau GmbH & Co. KG, Hoppegarten                                  | ReMetall Deutschland GmbH, Drochow, Landkreis Oberspreewald-Lausitz                     |
| 2016 | GV Institut für Getreideverarbeitung GmbH, Nuthetal        | Joachim Weiland Werkzeugbau GmbH & Co. KG, Hoppegarten                                  | Smartly Solutions GmbH, Königs Wusterhausen                                             |
| 2017 | Bäckerei Vollkern, Temnitztal                              | REISS Büromöbel GmbH, Bad Liebenwerda                                                   | KAPI electronics GmbH, Eberswalde                                                       |
| 2017 | Bäckerei Vollkern, Temnitztal                              | PAS Deutschland GmbH, Neuruppin                                                         | A bis Z Oberflächenveredelung, Zehdenick                                                |
| 2017 | Bäckerei Vollkern, Temnitztal                              | UNIROR Universal-Rohrreinigungs GmbH, Forst (Lausitz)                                   | Sinfosy GmbH, Wildau                                                                    |
| 2018 | Carl Pabst, Samen & Saaten GmbH, Großbeeren                | keine Preisträger                                                                       | Havel metal foam GmbH, Brandenburg an der Havel                                         |
| 2018 | Kunella Feinkost GmbH, Cottbus                             | keine Preisträger                                                                       | tom logisch – exploring the world in a better way UG (haftungsbeschränkt), Kleinmachnow |
| 2018 | Mosterei Ketzür GmbH, Beetzseeheide                        | keine Preisträger                                                                       | Sinfosy GmbH, Wildau                                                                    |
| 2019 | EWG Eberswalder Wurst GmbH, Britz                          | Trevira GmbH, Guben                                                                     | Knowhow Wilhelms GmbH, Königs Wusterhausen                                              |
| 2019 | UniCaps GmbH, Frankfurt (Oder)                             | AST - Advanced Sailing Technologies GmbH, Potsdam                                       | ABB Automation GmbH, Cottbus                                                            |
| 2019 | UniCaps GmbH, Frankfurt (Oder)                             | AST - Advanced Sailing Technologies GmbH, Potsdam                                       | Havel metal foam GmbH, Brandenburg an der Havel                                         |
| 2020 | Agrargesellschaft Emsterland GmbH, Kloster Lehnin          | Anton Paar ProveTec GmbH, Blankenfelde-Mahlow                                           | Kjellberg, Finsterwalde                                                                 |
| 2020 | Stenon GmbH, Potsdam                                       | tom logisch – exploring the world in a better way UG (haftungsbeschränkt), Kleinmachnow | ABB Automation, Cottbus                                                                 |
| 2020 | Stenon GmbH, Potsdam                                       | tom logisch – exploring the world in a better way UG (haftungsbeschränkt), Kleinmachnow | nxtbase technologies GmbH, Potsdam-Babelsberg                                           |
| 2021 | dropnostix GmbH, Potsdam                                   | BIO-Lutions GmbH/Zelfo Technology GmbH, Schwedt/Oder                                    | ArcelorMittal Eisenhüttenstadt GmbH                                                     |
| 2021 | dropnostix GmbH, Potsdam                                   | Prefere Resins GmbH, Erkner                                                             | Prignitz Mikrosystemtechnik GmbH, Weisen (Prignitz)                                     |
| 2021 | dropnostix GmbH, Potsdam                                   | Universität Potsdam/UP Transfer GmbH, Potsdam                                           | Tresky GmbH, Hennigsdorf                                                                |
| 2022 | Zum Brotsommelier – Ihre kleine Backstube 2.0, Heidesee    | Grandperspective GmbH, Kleinmachnow                                                     | MCR Engineering GmbH Lausitz, Spremberg                                                 |
| 2022 | Veganz Group AG, Berlin/Werder (Havel)                     | SunCoal GmbH, Ludwigsfelde                                                              | Schönborner Armaturen GmbH, Doberlug-Kirchhain                                          |
| 2022 | Veganz Group AG, Berlin/Werder (Havel)                     | SunCoal GmbH, Ludwigsfelde                                                              | Mesa GmbH, Uebigau-Wahrenbrück                                                          |

Quelle